# Phytoecia rufovittipennis
Phytoecia rufovittipennis är en skalbaggsart som beskrevs av Stefan von Breuning 1971. Phytoecia rufovittipennis ingår i släktet Phytoecia och familjen långhorningar. Inga underarter finns listade i Catalogue of Life.